# Epitola subalba
Epitola subalba är en fjärilsart som beskrevs av George Thomas Bethune-Baker 1915. Epitola subalba ingår i släktet Epitola och familjen juvelvingar. Inga underarter finns listade i Catalogue of Life.